# 広島県道377号向島循環線
広島県道377号向島循環線（ひろしまけんどう377ごう むかいしまじゅんかんせん）は、広島県尾道市を通る一般県道である。

## 概要
向島を一周する。

### 路線データ
- 起点：尾道市向島町（兼吉フェリー乗り場前）
- 終点：尾道市向島町（富浜交差点、国道317号交点）
- 実延長：18.74 km

## 路線状況
向島南西岸部では重複している広島県道466号向島因島瀬戸田自転車道線の県道標識ばかり立てられている。
向島西部地区は道路状況は良いが、南 - 東岸部は狭い部分が多く残る上、県道標識や案内標識がなく迷いやすい。

### 重複区間
- 国道317号（尾道市向島町 - 尾道市向東町・二番潟交差点）
- 広島県道466号向島因島瀬戸田自転車道線（尾道市向島町立花 - 尾道市向島町）
- 国道317号（尾道市向島町）

### 道路施設

#### 橋梁
- 東西橋（江郷川、尾道市、国道317号重複区間内）
- 新御幸橋（長谷川、尾道市、国道317号重複区間内）
- 歌島橋（天神川、尾道市）
- 江尻橋（江尻川、尾道市）

## 地理

### 通過する自治体
- 広島県
  - 尾道市

### 交差する道路
| 交差する道路                                                                  | 交差する場所 | 交差する場所            |
| 現在                                                                          | 現在         | 現在                    |
| ----------------------------------------------------------------------------- | ------------ | ----------------------- |
| 広島県道377号向島循環線 / 旧道                                                | 向島町       | 兼吉交差点              |
| 国道317号 重複区間起点 広島県道376号立花池田線 広島県道377号向島循環線 / 旧道 | 向島町       | 東西橋交差点            |
| 国道317号 重複区間終点                                                        | 向東町       | 二番潟交差点            |
| 広島県道376号立花池田線                                                       | 向島町立花   |                         |
| 広島県道466号向島因島瀬戸田自転車道線 重複区間起点                            | 向島町立花   |                         |
| 国道317号 重複区間起点 広島県道466号向島因島瀬戸田自転車道線 重複区間終点     | 向島町       |                         |
| 国道317号 重複区間起点                                                        | 向島町       |                         |
| 国道317号 重複区間終点                                                        | 向島町       |                         |
| 国道317号                                                                     | 向島町       | 富浜交差点 / 終点       |
| 旧道                                                                          |              |                         |
| 広島県道377号向島循環線 / 現道                                                | 向島町       | 兼吉交差点 / 旧道起点   |
| 国道317号 重複区間起点                                                        | 向島町       | 田尻交差点              |
| 国道317号 重複区間終点 広島県道376号立花池田線 広島県道377号向島循環線 / 現道 | 向島町       | 東西橋交差点 / 旧道終点 |

### 沿線
- 兼吉フェリー乗り場
- 兼吉バス停待合室 - 大林宣彦監督の映画『あした』（1995年（平成7年）公開）のロケセットを向島南岸のロケ地から移築したもの。
- 尾道市役所
  - 向島支所
  - 向東支所
- 尾道市立向東小学校
- 尾道市立向東中学校
- 尾道市立高見小学校
- 広島大学臨海実験所
- 余崎城跡（水軍が拠った城の跡）
- 立花釣ヶ浜海水浴場
- 向島大橋（農道橋）
- 尾道市立三幸小学校
- 岩子島（いわしじま）
- 因島大橋
- マリンユースセンター
- 尾道中学校・高等学校